# Tvillingtransfusionssyndrom
Tvillingtransfusionssyndrom (även tvilling-tvillingtransfusionssyndrom) är ett tillstånd som kan uppträda vid graviditeter med flera monokoriona foster, det vill säga foster som delar samma moderkaka. Det kommer av en obalans mellan fostrens blodcirkulation.
Då moderkakan är gemensam förekommer nästan alltid anastomoser som förbinder fostrens cirkulationssystem, vilket gör att blod överförs mellan dem. Detta är vanligtvis oproblematiskt eftersom fostren alltid är genetiskt identiska när de delar moderkaka, men för 10-15 procent av monokoriona foster gör en obalans att ett foster (mottagaren) får för mycket blod och en annan (donatorn) för lite, vilket leder till hälsoproblem för båda. Tillståndet kan behandlas med gott resultat, exempelvis genom att täppa till flödet mellan fostren med laserteknik, men obehandlat är dödligheten hög.